# بزمجه درختی خالدار آبی
 بزمجه درختی خالدار آبی(نام علمی: Varanus macraei) نام یک گونه از سرده بزمجه است.